# Jean Uhrich
Pour les articles homonymes, voir Uhrich.

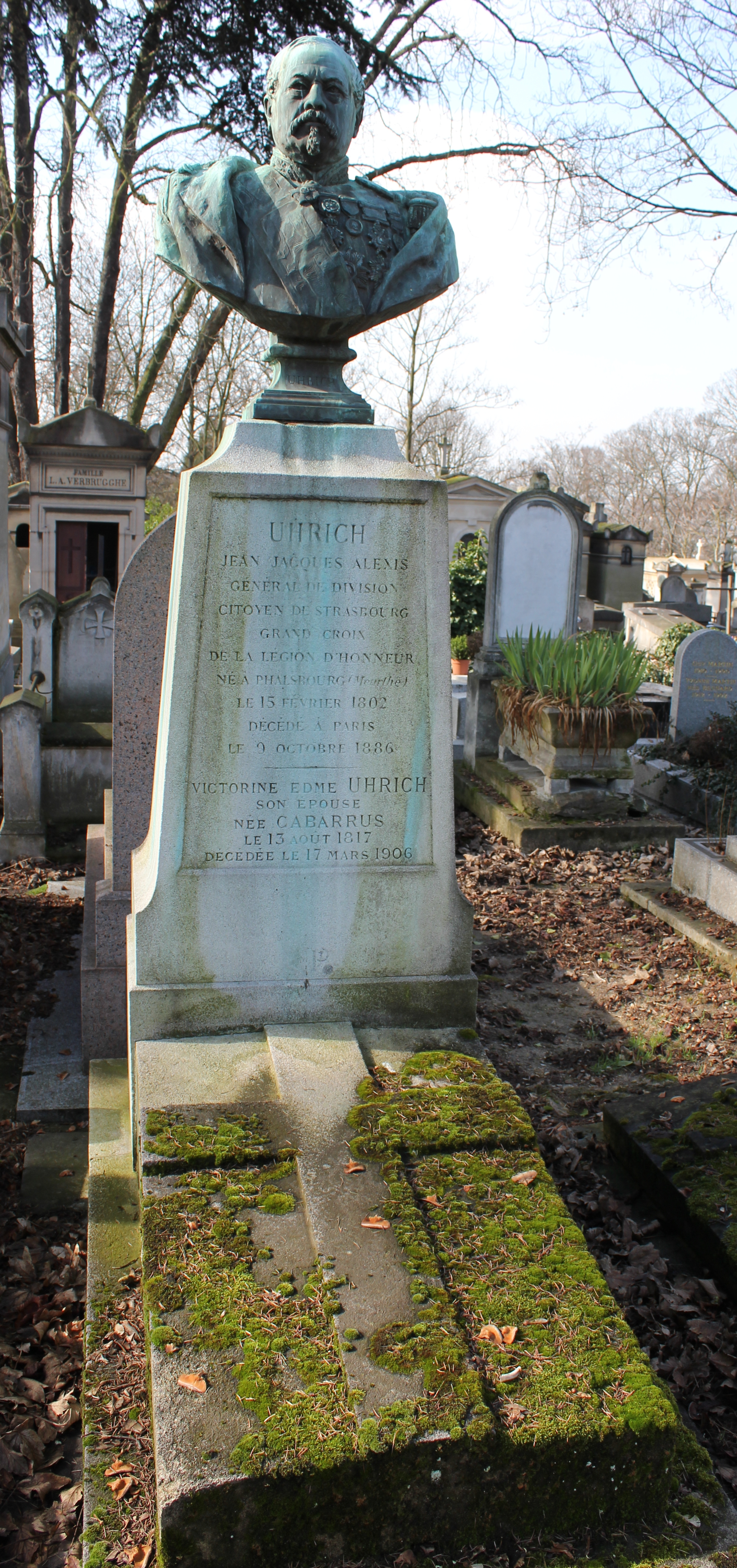
Tombe de Jean-Jacques Uhrich à Paris au cimetière du Père-Lachaise. Buste par Augustin Courtet.

Jean Uhrich, né le 15 février 1802 à Phalsbourg (Moselle) et mort le 9 octobre 1886 à Paris, est un général de division français, grand-croix de la Légion d'honneur.
Il est gouverneur militaire de la ville de Strasbourg en 1870.

## Biographie

### Famille
Il est le grand oncle de Maurice Gamelin (1872–1958).

### Formation
Jean-Jacques Uhrich appartient à la première promotion de Saint-Cyr (1818–1820), à laquelle figurent notamment Roch Pâris de Bollardière (1803–1866), arrière-grand-père de Jacques Pâris de Bollardière, le journaliste et écrivain Armand Carrel (1800–1836, mort en duel) ou Prudent de Chasseloup-Laubat (1802–1863).

### Carrière militaire
Il sort de l'École dans l'Infanterie et en 1848 il est colonel du 3e régiment d'infanterie légère.
Il est conseiller général du canton de Phalsbourg jusqu'en 1871.
Il commande une division du 5e corps d’armée pendant la campagne d’Italie de 1859. 
Il est rappelé au service, en 1870, comme gouverneur militaire de Strasbourg et commandant de la 6e division militaire. Le général Uhrich décide alors de rendre la ville pour éviter le sac par les Prussiens, le 28 septembre 1870.
Cette capitulation lui sera vivement reprochée.
Le général Uhrich est inhumé à Paris au cimetière du Père-Lachaise (50e division).

## Descendance
Sa nièce Pauline, fille de son frère Gustave, intendant général de l'armée, épouse Auguste Gamelin (1837–1921), père de Maurice Gamelin (1872–1958), qui commande l'Armée française pendant la drôle de guerre (1939–1940).

## Décorations
- Grand-croix de la Légion d'honneur (6 octobre 1870)[3]
- Médaille commémorative de la campagne d'Italie (1859)
- Ordre du Bain (Royaume-Uni)
- Médaille de Crimée (Royaume-Uni)

## Hommages
À Paris, l'avenue du Général-Uhrich rappelle brièvement son action (1870–1872), avant d'être rebaptisée avenue du Bois-de-Boulogne. Cette avenue est l'actuelle avenue Foch.
À Nantes, le quai de la Bourse est baptisé « quai Uhrich » le 4 octobre 1870. Il a toujours ce nom en 1906, et a retrouvé le nom de « quai de la Bourse » depuis.
À Illkirch-Graffenstaden, l'un des forts de la place fortifiée de Strasbourg porte son nom depuis 1918.